# Безьє (округ)
Округ Безьє (фр. Arrondissement de Béziers) — округ у Франції, в департаменті Еро. 2023 року округ об'єднував 153 муніципалітети, населення становило 318 868 осіб.
Адміністративний центр (супрефектура) — Безьє.

## Муніципалітети
Список муніципалітетів округу та їхні коди INSEE:
1. Абеян (34001)
2. Авен (34019)
3. Агд (34003)
4. Адіссан (34002)
5. Ажель (34004)
6. Азіяне (34020)
7. Аліньян-дю-Ван (34009)
8. Ассіньян (34015)
9. Бабо-Бульду (34021)
10. Бассан (34025)
11. Бедар'є (34028)
12. Безьє (34032)
13. Берлу (34030)
14. Бессан (34031)
15. Бофор (34026)
16. Бренас (34040)
17. Буассе (34034)
18. Бужан-сюр-Ліброн (34037)
19. Вайян (34319)
20. Вальрас-Плаж (34324)
21. Вальрос (34325)
22. Вандр (34329)
23. Вельє (34326)
24. Веррері-де-Муссан (34331)
25. В'єссан (34334)
26. Вільмань-л'Аржантьєр (34335)
27. Вільнев-ле-Безьє (34336)
28. Вільпассан (34339)
29. В'яс (34332)
30. Габ'ян (34109)
31. Грессессак (34117)
32. Дьйо-е-Вальк'єр (34093)
33. Ег-Вів (34007)
34. Ень (34006)
35. Ереп'ян (34119)
36. Еспондеян (34094)
37. Жонсель (34121)
38. Кабрероль (34044)
39. Казедарн (34065)
40. Казуль-д'Еро (34068)
41. Казуль-ле-Безьє (34069)
42. Камбон-е-Сальверг (34046)
43. Камплон (34049)
44. Капестан (34052)
45. Карант (34226)
46. Карланкас-е-Левас (34053)
47. Кассаньоль (34054)
48. Кастане-ле-О (34055)
49. Кастельно-де-Гер (34056)
50. Ко (34063)
51. Коломб'є (34081)
52. Коломб'єр-сюр-Орб (34080)
53. Комб (34083)
54. Корнеян (34084)
55. Косс-е-Вейран (34061)
56. Коссініожуль (34062)
57. Крессан (34089)
58. Крюзі (34092)
59. Кулобр (34085)
60. Курніу (34086)
61. Ла-Конетт (34059)
62. Ла-Лівіньєр (34141)
63. Ла-Сальветат-сюр-Агу (34293)
64. Ла-Тур-сюр-Орб (34312)
65. Ламалу-ле-Бен (34126)
66. Ле-Буске-д'Орб (34038)
67. Ле-Прадаль (34216)
68. Ле-Пужоль-сюр-Орб (34211)
69. Ле-Сульє (34305)
70. Лез-Ер (34008)
71. Лезіньян-ла-Себ (34136)
72. Леспіньян (34135)
73. Ліньян-сюр-Орб (34140)
74. Лоран (34130)
75. Люнас (34144)
76. Льєран-ле-Безьє (34139)
77. Магалас (34147)
78. Маргон (34149)
79. Мароссан (34148)
80. Мінерв (34158)
81. Мон (34160)
82. Монблан (34166)
83. Монтаді (34161)
84. Монтаньяк (34162)
85. Монтель (34167)
86. Монтеск'є (34168)
87. Монтульє (34170)
88. Мореян (34155)
89. Мюрв'єль-ле-Безьє (34178)
90. Незіньян-л'Евек (34182)
91. Нефф'єс (34181)
92. Нізас (34184)
93. Ніссан-лез-Ансерюн (34183)
94. Оларг (34187)
95. Олонзак (34189)
96. Ом (34017)
97. Отіньяк (34018)
98. Паєс (34191)
99. Пардаян (34193)
100. Пезен-ле-Мін (34200)
101. Пезенас (34199)
102. П'єррерю (34201)
103. Піне (34203)
104. Помероль (34207)
105. Портірань (34209)
106. Прад-сюр-Верназобр (34218)
107. Прем'ян (34219)
108. Пуаль (34206)
109. Пузоль (34214)
110. Пюїміссон (34223)
111. Пюїссалікон (34224)
112. Пюїссергіе (34225)
113. Р'єссек (34228)
114. Рйоль (34229)
115. Розі (34235)
116. Рокбрен (34232)
117. Рокссель (34234)
118. Ружан (34237)
119. Себазан (34070)
120. Сей-е-Рокозель (34071)
121. Сен-Венсан-д'Оларг (34291)
122. Сен-Жан-де-Мінервуа (34269)
123. Сен-Женьєс-де-Фонтеді (34258)
124. Сен-Женьєс-де-Варансаль (34257)
125. Сен-Жерве-сюр-Мар (34260)
126. Сен-Жульєн (34271)
127. Сен-Мартен-де-л'Арсон (34273)
128. Сен-Назер-де-Ладарез (34279)
129. Сен-Пон-де-Мош'ян (34285)
130. Сен-Пон-де-Том'єр (34284)
131. Сен-Тібері (34289)
132. Сен-Шиньян (34245)
133. Сент-Етьєнн-д'Альбаньян (34250)
134. Сент-Етьєнн-Естрешу (34252)
135. Сер (34073)
136. Серв'ян (34300)
137. Сериньян (34299)
138. Сессенон-сюр-Орб (34074)
139. Сессерас (34075)
140. Сіран (34302)
141. Сов'ян (34298)
142. Тезан-ле-Безьє (34310)
143. Тоссак-ла-Бійєр (34308)
144. Турб (34311)
145. Уп'я (34190)
146. Фелін-Мінервуа (34097)
147. Ферраль-ле-Монтань (34098)
148. Феррієр-Пуссару (34100)
149. Флорансак (34101)
150. Фожер (34096)
151. Фос (34104)
152. Фресс-сюр-Агу (34107)
153. Фузьйон (34105)